# 哈丁縣 (俄亥俄州)
哈丁縣（英語：Hardin County）是位於美國俄亥俄州西北部的一個縣。面積1,219平方公里。根據美國2000年人口普查，共有人口31,945。縣治肯頓 (Kenton)。
成立於1820年2月12日，縣名紀念首任美國獨立戰爭軍官約翰·哈丁。